# Мельникова-Григорьева, Елена
Елена Мельникова-Григорьева (род. 1959) — эстонская учёная-филолог, специалист в области семиотики, критик, культуролог.

## Биография
В 1983 году закончила Тартуский университет (отделение русского языка и литературы). В 1983—1992 — научный сотрудник Лаборатории истории и семиотики Тартуского университета (под руководством Юрия Лотмана). С 1994 — преподаватель и старший научный сотрудник Отделения семиотики факультета философии и семиотики Тартуского университета. В 2000 году получила степень доктора философии в области семиотики, тема диссертации — «Эмблема. Структура и прагматика». Изучает и преподаёт в первую очередь визуальную семиотику и семиотику бытового поведения.
Стипендиат фонда Фулбрайта (Колумбийский университет, 2005). Трёхкратный стипендиат фонда А. фон Гумбольдта (1993 — от Геттингенского университета, руководитель Р. Лауэр; 2006 и 2010 — возобновление стипендии от Берлинского технического университета, руководитель Р. Познер).
Член Эстонской ассоциации семиотики и Международной ассоциации семиотических исследований (IASS). Входит в редакционную коллегию журналов «Труды по знаковым системам» (англ. Sign Systems Studies) и англ. «Amsterdam International Electronic Journal for Cultural Narratology».

## Публикации

### Монографии
- Безделушка, или Жертвоприношение простых вещей: (Философически-семиотические заметки по пустякам). — М.: Новое литературное обозрение, 2008. — 160 с. — (Критика и эссеистика). — ISBN 978-5-86793-645-7.
- Эмблема. Очерки по теории и прагматике регулярных механизмов культуры. — М.: Водолей Publishers, 2005. — 232 с. — 500 экз. — ISBN 5-902312-24-8.
- KaksikSpiraal.DoubleSpiral.ДвойнаяСпираль. — Tartu: Paranoia, 2015. — 76 с. — ISBN 978-9949-9649-7-0.

### Статьи
Елена Григорьева часто печатается в «Трудах по знаковым системам» Тартуского университета. Среди её публикаций в этом издании:
- «Опыты аналитического чтения. „Русские ночи“ В. Одоевского. „Усомнившийся Макар“ А. Платонова» (SSS, 1999, Vol. 29)
- «Пространство и время Петербурга с точки зрения микромифологии» (SSS, 1998, Vol. 28)
- «Семантическая аура курительной трубки в визуальном фольклоре» (SSS, 2008, Vol. 36)
- «An owl and a mirror: On Bosch’s visual motif’s meaning» (SSS, 2010, Vol. 38, No. 1/4).
- «Lotman on mimesis» (SSS, 2003, Vol. 31, No. 1)
- «Space-Time: A mythological geometry» (SSS, 2007, Vol. 35)

В числе публикаций Григорьевой в других журналах и сборниках:
На русском языке
- Григорьева Е. К вопросу о топике андрогинизма в русском литературно-философском модернизме. Компаративный взгляд sub specie semiologiae. // Иоффе Д. Г. Дискурсы телесности и эротизма в литературе и культуре: эпоха модернизма : сборник. — М.: Ладомир, 2008. — С. 353—381. — ISBN 978-5-86218-472-3.
- Григорьева Е. Локомотив «Желание»: модель для сборки. // Критическая масса. — 2003. — № 3.
- Григорьева Е. Фёдор Сологуб в мифе Андрея Белого. // Блоковский сборник. — Тарту, 2000. — Т. 15. — С. 108—149..
- Мельникова-Григорьева Е., Соловьёв-Фридман Д. Когнитивное искусство, или «Торжествующие идиоты». Русский Журнал (3 июля 2008). Дата обращения: 19 мая 2011. Архивировано 13 мая 2012 года.
- Мельникова-Григорьева Е., Соловьёв-Фридман Д. Он слишком много кашлял, или Homo pertussiens. Русский Журнал (13 марта 2008). Дата обращения: 19 мая 2011. Архивировано 13 мая 2012 года.
- Мельникова-Григорьева Е., Соловьёв-Фридман Д. Симптом в завязке, или узелки на памяти. Русский Журнал (11 апреля 2008). Дата обращения: 19 мая 2011. Архивировано 13 мая 2012 года.

На других языках
- Grigorieva E. Lotman's Concept of Sign, Narrative and Mimesis. (англ.). Amsterdam International Electronic Journal for Cultural Narratology, Vol. 2 (Autumn 2005). Дата обращения: 19 мая 2011. Архивировано 13 мая 2012 года.
- Grigorieva E. Meaning in Still-life. Meditations on the Narrative Content of Visual Representation (англ.). Amsterdam International Electronic Journal for Cultural Narratology, Vol. 1 (Spring 2005). Дата обращения: 19 мая 2011. Архивировано 13 мая 2012 года.
- Grigorjeva Je. Visual Post-Folklore in Post-Soviet Space-Time. (англ.) // Näripea E., Sarapik V., Tomberg J. Koht ja Paik / Place and Location. Studies in Environmental Aesthetics and Semiotics : сборник. — Tallinn, 2008. — Vol. 6. — P. 331—349. — ISSN 1736-2326.